# Sko- och läderarbetarnas förbund
Sko- och läderarbetarnas förbund var ett svenskt fackförbund inom Landsorganisationen (LO) som ursprungligen bildades 1888 under namnet Skomakeriarbetareförbundet i Sverige och namnändrades först till Svenska skoarbetareförbundet, sedan till Svenska sko- och läderindustriarbetareförbundet för att till sist kallas Sko- och läderarbetarnas förbund. Förbundet upplöstes 1972 då det gick upp i Beklädnadsarbetarnas förbund. 

## Bakgrund
Då förbundet bildades 1888 fanns ännu inga skofabriker och förbundet får ses som en fortsättning på de gesällskap som fanns under skråtiden. De första maskinerna kom 1890 och fabriker uppstod i snabb takt på 1890-talet, så att det redan 1894 fanns omkring 1000 fabriksarbetare inom skoindustrin.   

## Historia
- 1882 bildades Stockholms skomakeriarbetarefackförening som var den första.
- 1888 tog Stockholmsföreningen initiativ till en konferens, sedan föreningar bildats på flera håll, och Skomakeriarbetareförbundet i Sverige bildades av sju avdelningar med sammanlagt 336 medlemmar. Förste ordförande blev Anders Landqvist.
- 1893 bytte man namn till Svenska skoarbetareförbundet.
- 1906 inrättades en arbetslöshets- och reshjälpskassa.
- 1908 slöts det första riksomfattande avtalet.
- 1909 deltog förbundet i storstrejken.
- 1912 namnändrades förbundet till Svenska sko- och läderindustriarbetareförbundet för att svara upp mot LO:s industriförbundsprincip. Fabriksarbetarna dominerade nu över handarbetarna.
- 1923 hade förbundet 8843 medlemmar. [1]
- 1950 hade förbundet 83 avdelningar med 12435 medlemmar.
- 1962 upphörde De förenade förbunden och garveriarbetarna och handskmakarna inträdde därmed i förbundet. Även Svenska sadelmakare- och tapetserareförbundet upphörde detta år och därifrån kom 1100 skinnarbetare.
- 1964 ändrade förbundet namn till Sko- och läderarbetarnas förbund.
- 1970 fanns det till följd av den utländska konkurrensen endast ca 3000 skoarbetare mot 10770 år 1952.
- 1972 slogs förbundet samman med Svenska beklädnadsarbetareförbundet och Svenska textilarbetareförbundet till Beklädnadsarbetarnas förbund.